# William Ralph Meredith
William Ralph Meredith (né le 31 mars 1840 – mort le 21 août 1923) est un homme politique canadien, chef du Parti conservateur de l'Ontario de 1878 à 1894, chancelier de l'Université de Toronto de 1900 jusqu'à sa mort, et juge en chef de la Cour d'appel de l'Ontario de 1913 jusqu'à sa mort. Il est considéré comme le père de du système d'assurance accident de l'Ontario.

## Jeunesse
William Ralph Meredith naît à Westminster Township, Haut-Canada, le 31 mars 1840. Il est le fils aîné de John Walsingham Cooke Meredith (en). Son deuxième prénom provient de son arrière grand-père, Ralph Meredith (1748–1799), mandataire et juge de paix du Comté de Dublin.
William R. Meredith et ses frères sont surnommés The Eight London Merediths, parmi lesquels on compte Richard Martin Meredith (en), Vincent Meredith, Thomas Graves Meredith (en) et Charles Meredith (en).

## Carrière
Éduqué à la maison, Meredith fréquente un temps le Hellmuth College, une école de grammaire de London. Il y fréquente Thomas Scatcherd (en) avant de remporter une bourse d'études de deux ans pour l'Université de Toronto afin d'y étudier le droit. À cette époque, il est également officier dans la London Light Infantry militia. Il est appelé au barreau (en) en 1861 et devient partenaire avec Scatcherd. Il est rapidement considéré comme « le leader du barreau de London. »
En 1871, il est élu Bencher (en) au barreau du Haut-Canada. L'année suivante, il obtient un LL.B de l'Université de Toronto. En 1875, il devient conseiller de la reine puis, après la mort de Scatcherd, il remplace ce dernier comme solliciteur (en) de London. De 1879 à 1888, il est le premier président de la Middlesex Law Association. En 1888, il quitte London pour reprendre la firme de William Alexander Foster (en) à Toronto. La même année, il devient membre honoraire de la faculté de droit de l'Université de Toronto (en), qui lui accorde un Doctor of Laws en 1889.